# The Mystery of the Sleeping Death
The Mystery of the Sleeping Death è un cortometraggio muto del 1914 diretto da Kenean Buel e interpretato da Tom Moore e Alice Joyce. Prodotto dalla Kalem Company, il film venne distribuito nelle sale il 14 settembre 1914 dalla General Film Company.

## Trama
Trama e critica in inglese su Stanford University

## Produzione
Prodotto dalla Kalem Company, il film - un cortometraggio in due bobine - venne interpretato da Tom Moore e Alice Joyce.

## Distribuzione
Il film venne distribuito nelle sale USA il 14 settembre 1914 dalla General Film Company. Copia del film (529 metri a 35 mm) si trova al Nederlands Filmmuseum di Amsterdam.